# Balgach
Balgach (gsw. Balga) – miejscowość i gmina we wschodniej Szwajcarii, w kantonie St. Gallen, w okręgu Rheintal.

## Demografia
W Balgach mieszka 4 995 osób. W 2021 roku 23,9% populacji gminy stanowiły osoby urodzone poza Szwajcarią. 

## Transport
Przez teren gminy przebiegają drogi główne nr 13 i nr 445. 